# Collegium de mujeres negras filósofas
El Collegium de mujeres negras filósofas (Collegium of Black Women Philosophers, CBWP) es una organización creada para aumentar la visibilidad de las mujeres negras en el campo de la filosofía y para permitir mayores oportunidades de trabajo en red y tutorías para ellas. La organización actualmente tiene su sede en la Universidad Estatal de Pensilvania.

## Historia
La primera reunión de CBWP tuvo lugar en 2007. La organización fue fundada por Kathryn Belle. Belle sintió que era importante abordar el problema del reducido número de mujeres negras en el campo de la filosofía. Belle contactó a las mujeres negras por correo electrónico y pudo comunicarse con las treinta y una profesoras afroamericanas, muchas de las cuales pudieron asistir a la primera conferencia. La primera conferencia se celebró en la Universidad de Vanderbilt en 2008 e incluyó a Joyce Mitchell Cook, la primera mujer afroamericana en obtener un doctorado en filosofía.

### Citas
1. ↑  Patel, Vimal (27 de marzo de 2016). «Diversifying a Discipline». The Chronicle of Higher Education.
2. ↑  «The My-Stery: Black Women Who Are Philosophers». Aker: Futuristically Ancient. 24 de octubre de 2012. Consultado el 25 de enero de 2017.
3. ↑  «Collegium of Black Women Philosophers». Feminist Philosophy. 29 de octubre de 2007. Consultado el 25 de enero de 2017.
4. ↑  Davidson, Maria del Guadalupe; Gines, Kathyrn T.; Marcano, Donna-Dale (2010). «Introducion». Convergences: Black Feminism and Continental Philosophy. Albany: State University of New York Press. p. 2. ISBN 9781438432670.
5. ↑  «Collegium of Black Women Philosophers launched at Vanderbilt; Conference set for September». 12 de enero de 2007. Consultado el 25 de enero de 2017.
6. ↑  Oshana, Marina (2016). «Through the Looking Glass: What Philosophy Looks LIke From the Inside When You're Not Quite There».  En Botts, Tina Fernandes, ed. Philosophy and the Mixed Race Experience. Lanham, Maryland: Lexington Books. pp. 80-81. ISBN 9781498509428.
7. ↑  Romano, 2013, p. 433.